# هنگژوو
هنگژوو (به لاتین: Heng County) یک شهر در سطح شهرستان در جمهوری خلق چین است که در نان‌نینگ واقع شده‌است.

## خصوصیات
هنگژوو ۳٬۴۵۶٫۳۶ کیلومترمربع مساحت و ۸۶۳٬۰۰۱ نفر جمعیت دارد و ۵۶ متر بالاتر از سطح دریا واقع شده‌است.